# Omar Asad
Omar Andrés „Turco” Asad (ur. 9 kwietnia 1971 w Buenos Aires) – argentyński piłkarz pochodzenia syryjskiego i libańskiego występujący na pozycji napastnika, reprezentant Argentyny, trener piłkarski.
Jego wuj Julio Asad również był piłkarzem.

## Kariera klubowa
Asad jest wychowankiem drużyny Vélez Sársfield z siedzibą w stołecznym argentyńskim Buenos Aires, gdzie spędził całą profesjonalną piłkarską karierę. W argentyńskiej Primera División zadebiutował 8 listopada 1992 w przegranym 1:2 spotkaniu z Talleres. Podczas krótkiej, trwającej zaledwie osiem lat, profesjonalnej przygodzie z piłką wywalczył z prowadzonym przez trenera Carlosa Bianchiego Vélezem wiele sukcesów krajowych i międzynarodowych. Czterokrotnie zostawał mistrzem Argentyny (Clausura 1993, Apertura 1995, Clausura 1996, Clausura 1998), po jednym razie zdobył także Copa Libertadores (1994), Copa Interamericana (1996), Supercopa Sudamericana (1996) i Recopa Sudamericana (1997). W 1994 roku wygrał z Vélezem Puchar Interkontynentalny – w wygranym 2:0 spotkaniu z AC Milan zdobył jedną z bramek dla swojej ekipy i został wybrany piłkarzem meczu. Począwszy od rozgrywek 1997/1998 sporadycznie pojawiał się na boiskach ligowych w barwach Vélezu, natomiast w roku 2000, mając zaledwie 29 lat, zdecydował się zakończyć karierę piłkarską z powodu przedłużających się kontuzji.

## Kariera reprezentacyjna
W seniorskiej reprezentacji Argentyny Asad zadebiutował za kadencji selekcjonera Daniela Passarelli, 13 maja 1995 w zremisowanym 1:1 meczu z RPA w ramach towarzyskiego turnieju Nelson Mandela Cup. Swój bilans w kadrze narodowej zamknął ostatecznie na zaledwie dwóch rozegranych spotkaniach, w których ani razu nie zdołał wpisać się na listę strzelców

## Kariera trenerska
W 2003 roku Asad został zatrudniony przez swój macierzysty zespół, Vélez Sársfield, w roli szkoleniowca drużyny juniorów i rezerw. Funkcję tę pełnił przez następne sześć lat. Pod koniec grudnia 2009 zastąpił szkoleniowca Enzo Trossero na stanowisku pierwszego trenera jednego ze słabszych zespołów pierwszoligowych, Godoy Cruz. Poprowadził tę ekipę w sezonach Clausura 2010 i Apertura 2010, zajmując z nią nieoczekiwanie wysokie miejsca w tabeli argentyńskiej Primera División – odpowiednio trzecie i piąte. To zaowocowało awansem Godoy Cruz do rozgrywek Copa Libertadores 2011, jednak pod koniec roku 2010 odszedł z zespołu, nie przedłużając z nim kontraktu z powodów finansowych.
Wiosną 2011, w pierwszej fazie sezonu, Asad trenował ekwadorski CS Emelec z siedzibą w mieście Guayaquil. Wówczas po raz pierwszy w roli trenera, a czwarty w karierze, wziął udział w Copa Libertadores – tam zakończył jednak swój udział już w fazie grupowej. W maju tego samego roku podpisał kontrakt ze stołecznym argentyńskim San Lorenzo de Almagro, natomiast kilka dni później rozwiązał swoją umowę z Emelekiem, pozostawiając drużynę na drugim miejscu w tabeli Serie A. Podczas sezonu Apertura 2011 poprowadził San Lorenzo w trzynastu ligowych spotkaniach, notując dwa zwycięstwa, pięć remisów i sześć porażek, po czym pod koniec listopada zrezygnował ze stanowiska. Wiosną 2012 powrócił do Godoy Cruz, jednak tym razem jego przygoda z drużyną z zachodniej części kraju nie powiodła się – zrezygnował z posady po upływie zaledwie kilku miesięcy, w listopadzie 2012, po serii siedmiu ligowych spotkań z rzędu bez zwycięstwa.
W czerwcu 2013 Asad zastąpił Tomása Boya na stanowisku trenera meksykańskiej ekipy Club Atlas z Guadalajary. Drużynę tę poprowadził w trzynastu ligowych spotkaniach, w których nie potrafił jednak odnieść żadnego zwycięstwa, wobec czego już po upływie czterech miesięcy został zwolniony przez zarząd drużyny.